# Árvore sepulcral

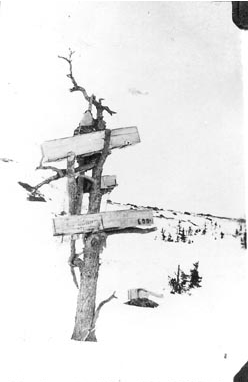
Árvore sepulcral Inuit, Leaf River, Quebec, ca. 1924-1936

Uma árvore sepulcral é uma árvore ou estrutura simples utilizados para apoiar cadáveres ou caixões. Elas foram comuns entre os balineses, os nagas, certos aborígenes australianos, e alguns povos nativos da América do Norte.

## Povos nativos da América do Norte

### Árvores como sepulcro
Vários povos nativos americanos usavam árvores sepulcrais como o último lugar de descanso para um parente morto, como regra geral (junto com uma estrutura) ou como uma alternativa para os túmulos.:87:99
O corpo era embrulhado cuidadosamente em um manto ou em cobertores e colocado em uma bifurcação dos galhos:67 ou amarrados a um galho pesado e forte.:83 Tanto adultos quanto crianças pequenas foram colocados para jazer desta forma.:83 e 385 Uma árvore sepulcral pode levar mais do que um morto.:112 Maximilian zu Wied viu árvores sepulcrais com o tronco e os galhos pintados de vermelho entre o povo assiniboine.:45-46  Parece que que não havia preferência por determinadas espécies de árvore. O algodoeiro(Celtis conferta subsp. amblyphylla):112 é mencionado pelos viajantes nas grandes planícies, bem como o pinho:83 e o cedro.:69 Os mortos podiam ser colocados a partir de cerca de dois metros na árvore até perto do topo.:112 Alguns dos pertences do falecido eram, muitas vezes colocados perto de seu corpo.

### Outras estruturas
Às vezes usavam-se estruturas similares a andaimes, nas quais o corpo era deixado em lugar alto, a salvo de lobos, muitas vezes no topo de colinas.:83  Tal como o uso em árvores, muitas vezes certos pertences do falecido eram deixados perto de seu corpo ou em volta da estrutura.:87

### Razões para sepultamentos em árvores e em estruturas
Durante o inverno, os indígenas da tribo Ponca muitas vezes, substituíam uma sepultura  por estruturas altas em função de o chão estar congelado.:155 Um Lakota resumiu as razões pelas quais uma alta de andaime superou um túmulo "(1) Animais ou pessoas podem andar sobre as sepulturas; (2) os mortos poderiam ficar na lama e na água após a chuva ou a neve; (3) os lobos podem desenterrar os corpos e devorá-los".:486 Com os mortos colocado em um andaime ou em uma árvore, os parentes podiam facilmente falar com o falecido.:571

## Galeria

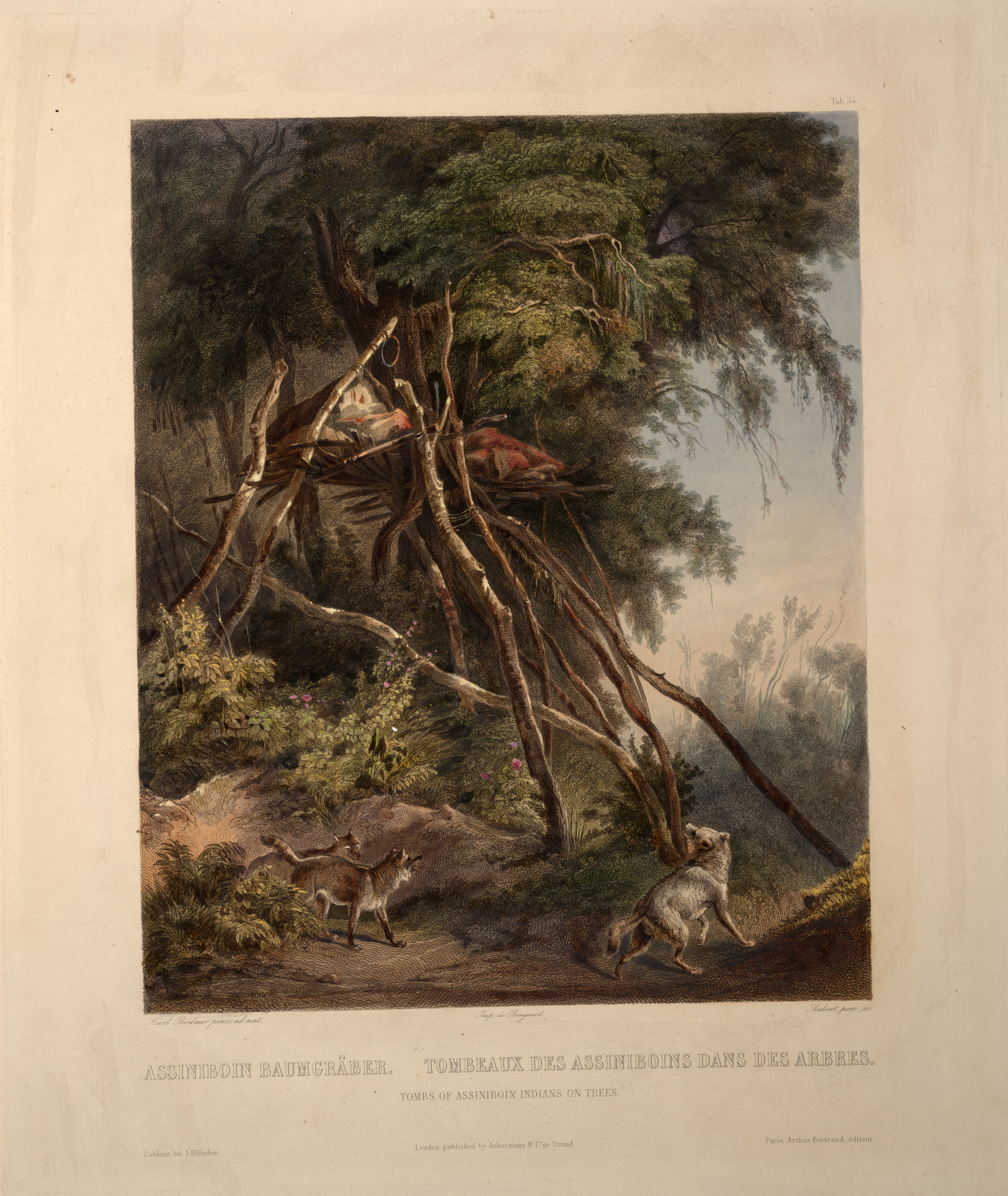
Corpos de assiniboines em árvores (0063v). O príncipe Maximilian zu Wied viu os corpos colocados desta forma durante sua viagem subindo o Rio Missouri em 1833. Retrato de Karl Bodmer.
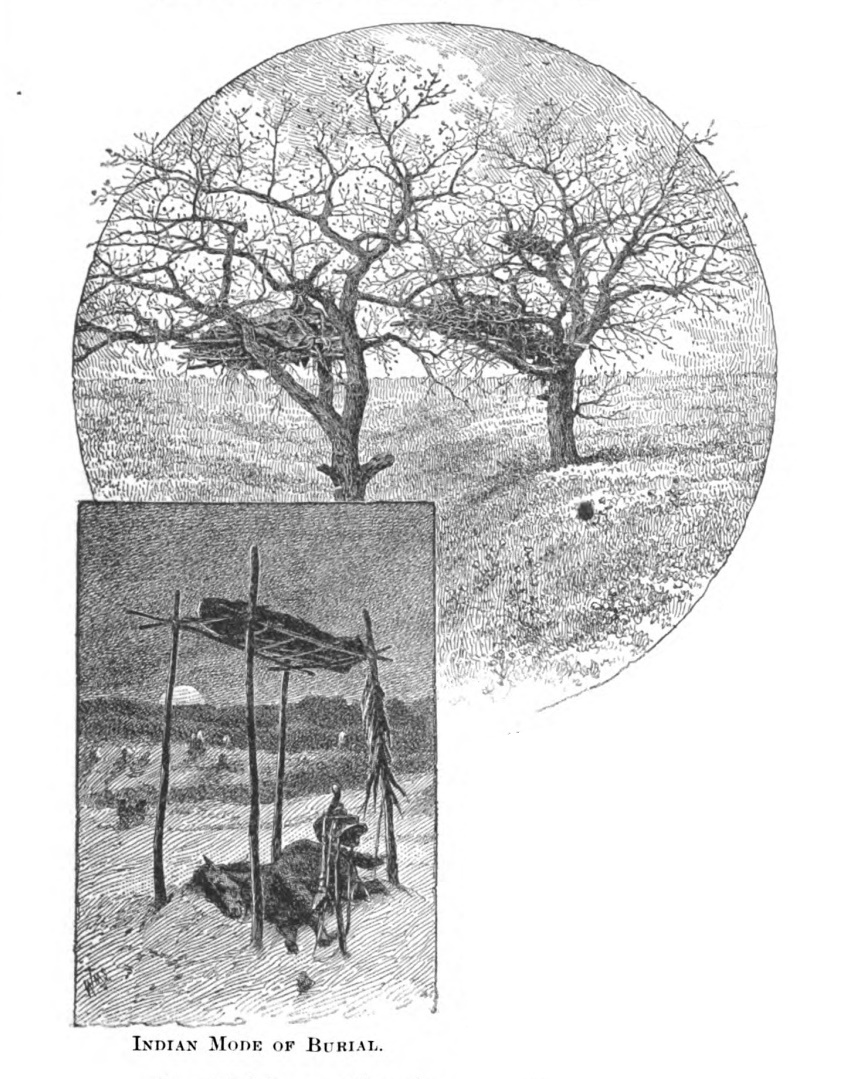
Um sepultamento em árvore e uma estrutura com a mesma finalidade, usadas por várias tribos na América do Norte